# Budžak
Budžak (ukrajinsko Буджак, latinizirano: Budžak, romunsko Bugeac, gagavško Bucak), do leta 1812 južni del Besarabije, je zgodovinska regija v sedanji Ukrajini in Moldaviji. Leži ob Črnem morju med Donavo in Dnestrom. Pokrajina je redko naseljena, saj ima na 13.188 km2 samo 600.000 prebivalcev, ki pripadajo različnim narodnostim: Ukrajincem, Bolgarom, Rusom, Moldavcem/Romunom, Gagauzom itd. Večina ozemlja Budžaka spada v ukrajinsko Odeško oblast, manjši del pa v južna okrožja države Moldavije. Pokrajina na severu meji na preostali del Moldavije, na zahodu in jugu na Romunijo (med izlivom Pruta v Donavo in delto Donave) in na (jugo)vzhodu na Črno morje ter v ozkem pasu pri izlivu Dnestra na večinski del Ukrajine.

## Geografija in imena
Zgodovinsko je bil Budžak jugovzhodni stepski del Moldavije. Na svojem severnem koncu je mejil na severni Trajanov zid, na jugu na  Donavo in Črno morje, na zahodu na hribovje Tigheci in na vzhodu na reko Dnester. 
Do leta 1812 je bil znan kot Besarabija, potem pa se je za Besarabijo štelo veliko večje ozemlje med Donavo in Dnestrom, vključno z Budžakom. V srednjem veku se je ime lahko nanašalo ali na geografsko pokrajino ali na ozemlje, na katerem so prevladovali Nogajski Tatari, vključno z okolico Akkermana (zdaj Bilgorod-Dnistrovski), Benderja in Kilije.
Ime Budžak je pokrajina dobila v obdobju osmanske zasedbe (1484–1812). Ime izhaja iz turške besede bucak (izg. budžak), ki pomen "obmejno ozemlje" ali "kot". Budžak se je imenovalo ozemlje med tedanjim Akkermanom, Benderjem in Izmajilom.
Po letu 1812 se je izraz Besarabija začel uporabljati za vso Moldavijo vzhodno od reke Prut. Posledično se je Budžak včasih imenoval tudi "južna Besarabija". Po sovjetski okupaciji Besarabije leta 1940 je njen južni del, ki je bil vključen v Ukrajinsko SSR, postal znan kot Budžak in je bil manjši od njegovega zgodovinskega obsega. Severni (večinski) del Besarabije je namreč postal takrat osrednje območje Moldavske SSR.
Za regijo so se razen imena Južna Besarabija uporabljala tudi druga imena: Bolgarska Besarabija (ukrajinsko Болгарська Бессарабія, Bolgars'ka Besarabija), Akermanščina (ukrajinsko Аккерманщина, Akkermanščina) in Zahodna Odeška oblast (ukrajinsko Західнa Одещина, Zahidna Odeščina).
- Srednjeveška trdnjava v Bilgorod-Dnistrovskem (romunsko Cetatea Albă) v Budžaku
- Pastir v Budžaku leta 1940
- Vesela dolina (romunsko Cleaștița, nemško Klöstitz), vas v Budžaku, do leta 1940 naseljena z Besarabskimi Nemci

## Zgodovina

### Zgodnja zgodovina
Budžaška kultura ob severozahodnem Črnem morju velja za pomembno v kontekstu kulture jamskih grobov ali jamske kulture v Pontski stepi v obdobju 3600–2300 pr. n. št.  Zlasti Budžak je bil morda začetnik balkansko-karpatske različice jamske kulture.
V klasični antiki so Budžak naseljevali Tirageti, Bastarni, Skiti in Roksolani. V 6. stoletju pr. n. št. so starogrški kolonisti na ustju reke Dnester ustanovili kolonijo Tiras. Okoli 2. stoletja pr. n. št. se je v Aliobriksu (današnji Cartal/Орловка (Orlovka) naselilo tudi pleme Keltov.
Območje Budžaka severno od spodnje Donave je starogrški geograf Strabon (1. stoletje pr. n. št.) opisal kot "pustinjo Getov". Nedavne arheološke raziskave najdišč iz tega obdobja kažejo, da so tam živeli verjetno stalno naseljeni kmetje, med njimi Dačani in Dako-Rimljani. Preko tega ozemlja so se selila tudi nomadska ljudstva, kot so bili Sarmati.
V 1. soletju n. št. so ozemlje zasedli Rimjani in obnovili in zasedli Tiras in Aliobriks. Tako kot v drugih pristaniških mestih okoli Črnega morja, je tudi prebivalstvo Budžaka vsrkalo mešanico grške in rimske kulture, pri čemer je bila grščina predvsem jezik trgovcev, latinščina pa jezik politikov. Po delitvi Rimskega cesarstva leta 395 je Budžak pripadel Vzhodnemu rimskemu ali Bizantinskemu cesarstvu. Od 1. stoletja n. št. do invazije Avarov leta 558 so Rimljani ustanavljali mesta (polis), vojaške tabore in nekaj naselij za vojne veterane in kolone (apoikion), ki so jih tja poslali cesarji.
Območje je ležalo na prevladujoči poti nomadskih ljudstev, saj je bilo najbolj zahodni del Evrazijske stepe. Na poti proti zahodu so bili samo bregovi Dnestra in Donave manj gozdnati v primerjavi z okoliškimi območji v sedanji Moldaviji in Romuniji,  kar je pastirjem zagotavljalo naravno pot od Mongolije na vzhodu  do Panonske nižine v sedanji Madžarski na zahodu. V pokrajini so bili začasno naseljeni Uldinovi  Huni (387), Avari (558–567), Slovani (konec 6. stoletja), Bolgari pod Asparuhom (679), Madžari (9. stoletje), Pečenegi (11. stoletje in ponovno 12. stoletje), Kumani (12. stoletje) in drugi.
Čeprav so imeli do 14. stoletja nominalno oblast nad regijo Bizantinci, vsaj nad morsko obalo, so imeli v zaledju malo ali nobenega vpliva. V zgodnjem srednjem veku je več vasi v bližnjih hribih Tigheci  ustanovilo "republiko" Tigheci, ker so hribi zagotavljali večjo varnost. Stepsko območje med hribi in morsko obalo je bilo zaradi pomanjkanja vode in pogostih vdorov ljudstev z vzhoda neprimerno za kmetijstvo in je ostalo brez stalnih naselij. Od 7. do 12. stoletja je bila regija pod oblastjo  Prvega bolgarskega cesarstva, Pečenegov in zatem Kumanov, ki so protizakonito pobirali davke od tamkajšnjih prebivalcev.

### Moldavska in osmanska oblast
Po mongolski invaziji leta 1241 sta obnovljeni obalni mesti Maurocastro in Licostomo prišli pod prevlado genovskih trgovcev. Notranjost Budžaka je ostala pod neposredno oblastjo mongolske Zlate horde. Po splošnem mnenju v romunskem zgodovinopisju so vlaški knezi iz Basarabove hiše nekje v 14. stoletju razširili svojo oblast tudi na del ozemlja Budžaka. Ista teorija trdi, da je regija ostala pod vlaškim vplivom do zgodnjega 15. stoletja, med  vladavino Mircee Starejšega pa je knez Aleksander Prijazni to območje vključil v Moldavijo. Glavni argument za to teorijo je ime Besarabija, ki izhaja iz imena vlaške vladarske hiše. Ime, prvič izpričano šele v poznem 15. stoletju, bi lahko izhajalo iz kartografske zmede. V 1240. letih so se v budžaških stepah naselili Nogajski Tatari s svojimi čredami, medtem ko so Romuni zasedli okoliške hribe in pristaniška mesta.
Leta 1484 je bil moldavski knez Štefan Veliki prisiljen predati Osmanskemu cesarstvu dve glavni trdnjavi in zadnji črnomorski pristanišči Kilija in Cetatea Albă (Bilgorod-Dnistrovski). Leta 1538 je Osmansko cesarstvo prisililo kneza  Petruja Rareșa, da se je odpovedal tudi mestu-trdnjavi Tigina.
Tigina se je pod Osmani preimenovala v Bender, Kilija pa je izgubila pomen zaradi izgradnje trdnjave Izmajil v moldavski vasi Smil. Imena so tudi po umiku Osmanskega cesarstva ostala nespremenjena. 
Med osmansko vladavino so bila vsa tri večja mesta središče sandžaka in uradno del ejaleta Silistra (ali Özi), čeprav je bil Bender severno od Trajanovega zidu in zunaj stepskega območja. Stepa, naseljena s Nogajci, je dobila ime Budžak in služila kot varovalno območje med temi sandžaki in Kneževino Moldavijo. Moldavija je bila sicer podložna Osmanskemu cesarstvu, vendar je bila v svojih notranjih zadevah neodvisna do začetka rusko-turških vojn, v katerih so vlaški knezi pogosto menjavali strani.

### Kasnejša zgodovina
V Napoleonovi dobi je Budžak v rusko-turški vojni 1806–1812 zasedla Rusija. Bukareštanski sporazum iz leta 1812 je prenesel ozemlja Moldavije in Osmanskega cesarstva vzhodno od reke Prut, vključno z Budžakom, pod rusko oblast. Z rusko aneksijo se je za celotno vzhodno polovico zgodovinske Moldavije, ki jo je pridobil Ruski imperij, in ne le za njeno južno regijo, začelo uporabljati ime Besarabija.  Za južno Besarabijo, predvsem za stepe, se je še naprej uporabljalo ime Budžak. 
Po porazu Rusije v krimski vojni leta 1856 je Rusko cesarstvo vrnilo del južne Besarabije, vključno z delom Budžaka (Reni, Izmajil, Bolgrad, Kilija), Kneževini Moldaviji, ki se je kmalu združila z Vlaško v združeno kneževino. Slednja je bila od leta 1859 personalna unija, leta 1862 pa je postala popolna unija. Po rusko-turški vojni 1877–1878 sta Sanstefanski in Berlinski sporazum priznavali popolno neodvisnost nove Kraljevine Romunije. Kneževine, ki so jo oblikovale, so bile de facto že pol stoletja neodvisne. Ozemlja, ki so bila predmet rekonfiguracije iz leta 1856, so bila prenešena nazaj v Rusko cesarstvo.
Po prvi svetovni vojni se je Budžak, ki je bil del ruske gubernije Besarabija, izrekel za priključitev k Romuniji. Ker je bilo prebivalstvo večinoma neromunsko, je izbruhnilo več uporov proti novim oblastem. Najbolj znana upora sta bila Benderska vstaja leta 1919 in Tatarbunarska vstaja leta 1924.
Leta 1939 je tajni dodatek k paktu Ribbentrop-Molotov Besarabijo dodelil vplivnemu območju Sovjetske zveze. Junija 1940 so Sovjeti izdali ultimat, s katerim so zahtevali priključitev Besarabije in Severne Bukovine k Sovjetski zvezi. Romunski kralj Karel II. je v to privolil in ozemlje je bilo priključeno. Osrednja in severna Besarabija sta tvorili jedro nove Moldavske sovjetske socialistične republike, južni del, zdaj znan kot Budžak, pa je bil vključen v Ukrajinsko SSR. Komisiji, ki je odločala o administrativni meji med Ukrajinsko SSR in Moldavsko SSR znotraj Sovjetske zveze, je predsedoval Nikita Hruščov, tedanji vodja ukrajinske SSR in bodoči predsednik ZSSR. Hruščov je Ukrajinski SSR priključil tudi Krim.
7. avgusta 1940 so Sovjeti ustanovili Akkermansko oblast, administrativno razdeljeno na 13 rajonov. Središče oblasti je postalo mesto Akkerman (Bilgorod-Dnistrovskyi). Akkermanska oblast se je štiri mesece pozneje, 7. decembra 1940, preimenovala v Izmajilsko okrožje, regijsko središče pa se je preselilo v Izmajil.
Po napadu nacistične Nemčije na Sovjetsko zvezo junija 1941 se je Romunija postavila na stran sil osi in zasedla ozemlja, priključena k  Sovjetski zvezi, vključno z Budžakom, in se nato med drugo svetovno vojno vojskovala tudi na sovjetskem ozemlju. Ozemlje so leta 1944 ponovno zasedli Sovjeti in ga kljub temu, da je Romunija pod Mihaelom I. avgusta 1944 prestopila na zavezniško stran, vključila v svojo politično shemo iz leta 1940. 
Med upravno reformo Ukrajinske SSR 15. februarja 1954 je bila Izmajilska oblast ukinjena, vse regije pa so bile vključene v Odeško oblast. Slednja je postala in je še vedno ozemeljsko največja oblast v Ukrajini.
S razpadom Sovjetske zveze je vsaka od petnajstih republik, ki so formalno imele pravico do odcepitve, postala neodvisna in ohranila meje, kot so bile začrtane znotraj Sovjetske zveze. Sovjetska ustava je določala, da jih ni mogoče spreminjati brez medsebojnega soglasja obeh republik. Po razpadu ni bilo o mejah nebene razprave.
Budžak je zdaj del Ukrajine. S preostalim delom Odeške oblasti je povezan z dvema mostovoma čez reko Dnester. Najsevernejša povezava poteka v dolžini 7,63 km preko ozemlje Moldavije, vendar ga, po dogovoru med državama, nadzoruje Ukrajina.
V budžaškem mestu Bolgrad je bil eta 1965 rojen bivši ukrajinski predsednik Petro Porošenko.

## Upravna razdelitev
V Ukrajinski SSR in Ukrajini do julija 2020 je bilo zgodovinsko ozemlje Budžaka razdeljeno na dve mesti in devet upravnih okrajev (rajonov) znotraj Odeške oblasti.
| Ime                          | Ukrajinsko ime               | Površina (km2) | Število prebivalcev (2001) | Ocenjeno število prebivalcev (1. januar 2012) | Upravno srediče      |
| ---------------------------- | ---------------------------- | -------------- | -------------------------- | --------------------------------------------- | -------------------- |
| Bilgorod-Dnistrovski (mesto) | Білгород-Дністровскь (місто) | 31             | 58.436                     | 57.206                                        | Bilgorod-Dnistrovski |
| Izmajil (mesto)              | Ізмаїл (місто)               | 53             | 84.815                     | 73.651                                        | -                    |
| Arcinski rajon               | Арцизький район              | 1.379          | 51.251                     | 46.213                                        | Arciz                |
| Bilgorod-Dnistrovski rajon   | Білгород-Дністровський район | 1.852          | 62.255                     | 60.378                                        | Bilgorod-Dnistrovski |
| Bolgradski rajon             | Болградський район           | 1.364          | 73.991                     | 69.572                                        | Bolgrad              |
| Izmajilski rajon             | Ізмаїльський район           | 1.254          | 54.550                     | 52.031                                        | Izmajil              |
| Kilijski rajon               | Кілійський район             | 1.359          | 58.707                     | 53.585                                        | Kilija               |
| Renijski rajon               | Ренійський район             | 861            | 39.903                     | 37.986                                        | Reni                 |
| Saratski rajon               | Саратський район             | 1.475          | 49.911                     | 45.813                                        | Sarata               |
| Tarutinski rajon             | Тарутинський район           | 1.874          | 45.175                     | 41.975                                        | Tarutine             |
| Tatarbunarski rajon          | Татарбунарський район        | 1.748          | 41.573                     | 39.164                                        | Tatarbunari          |
| Skupaj                       |                              | 13.250         | 620.567                    | 577.574                                       |                      |

## Etnične skupine in demografija
Glavne etnične skupine v Budžaku so Ukrajinci, Bolgari, Rusi, Moldavci in Gagauzi. Regija je bila v srednjem veku naseljena z Romuni in Nogajskimi Tatari. Ko je sredi 19. stoletja postala del Ruskega cesarstva, je postala dom tudi številnim drugim etničnim in verskim skupnostim. Mednje spadajo Besarabski Bolgari, Besarabski Nemci, Gagauzi in Lipovanski Rusi, ki so se naselili na strnjenih območjih. Muslimanski turško govoreči Nogajski Tatari so bili prisiljeni zapustiti regijo. Naselili so se na Kavkazu, v Dobrudži (tako v romunskem kot v bolgarskem delu) ali v Turčiji.
Po ruski zasedbi so se v Budžaku naselili Besarabski Nemci, po poreklu iz Württemberga in Prusije. Kultivirali so del stepe, imenovan Kronsland. Po sovjetski zasedbi Besarabije leta 1940 so bili kot  "Nemci izven Nemčije" ali "Volksdeutsche" večinoma preseljeni na Poljsko pod nacistično oblastjo. Po koncu druge svetovne vojne so se morali od tam preseliti v Nemčijo.
V Budžaku, tako kot v Moldaviji, živi manjšina Gagauzov, pravoslavnih Turkov, ki so se tja preselili z Balkana v zgodnjem 19. stoletju na ozemlje Nogajskih Tatarov.
Lokalni Bolgari, znani kot Besarabski Bolgari, so priseljenci z vzhodnega Balkana. Tudi ti so se naselili na ozemlju Nogajskih Tatarov. V istem obdobju so se ob izlivu Donave naselili tudi Lipovanski Rusi.
Do druge svetovne vojne je v regiji živelo veliko Judov. Večina budžaških Judov je bila skupaj z besarabskimi umorjena v holokavstu. Nekaj Judov je po vojni še živelo v več mestih, predvsem v Bilgorod-Dnistrovskem, do masovne selitve v Izrael v 80. in 90. letih 20. stoletja. Budžak je bil v Ruskem cesarstvu v drugi polovici 19. stoletja edino območje z velikim deležem sefardskih Judov, ki so se kasneje asimilirali z večinskimi lokalnimi aškenaškimi Judi. Veliko Sefardov je obdržalo svoje turške ali sefardske priimke, ki so kazali na njihovo poreklo.
Po ukrajinskem popisu prebivalstva leta 2001 je bilo v Budžaku stalno naseljenih 617.000 prebivalcev, od tega 248.000 Ukrajincev (40%), 129.000 Bolgarov (21%), 124.500 Rusov (20%), 78.00 Moldavcev (13%) in  24,700 (4%) Gagavzov. Leta 2001 je imela Odeška oblast 2.469.000 prebivalcev.
Večina Rusov in Moldavcev šteje jezik svoje etnične skupina za svoj materni jezik, medtem ko ima ukrajinščino za svoj materni jezik samo približno polovica Ukrajincev. Za drugo polovico je to ruščina. K ruščini se nagibajo tudi Bolgari, predvsem v javnosti. Najbolj razširjen jezik v Budžaku je zato ruščina.